# Xerraire pigallat
El xerraire gorja-rogenc o xerraire pigallat (Ianthocincla rufogularis) és un ocell paseriforme de la família dels Leiotríquids endèmica de l'Himàlaia. L'espècie es distribueix per la zona de l'Himàlaia i els territoris circumdants; ha estat descrita a l'Índia, el Nepal, Bhutan, la Xina, Myanmar i el Pakistan.

## Taxonomia
S'ha proposat una subespècie anomenada grosvenori que posteriorment s'ha emprat com a sinònim de la subespècie occidentalis. En total, sis subespècies han estat reconegudes:
- G. r. occidentalis (E. J. O. Hartert, 1909). Localitzada al nord-est del Pakistan, l'est de l'Himàlaia i l'oest del Nepal.
- G. r. rufogularis (Gould, 1835). Viu al centre del Nepal, l'est del Bhutan i el nord-est de l'Índia (Arunachal Pradesh).
- G. r. rufitinctus (Koelz, 1952). Descrita a Meghalaya, al nord-est de l'índia.
- G. r. rufiberbis (Koelz, 1954). Habita el nord-est de l'Índia (Arunachal Pradesh), nord i nord-est de Myanmar i el sud de la Xina (Yunnan).
- G. r. assamensis (E. J. O. Hartert, 1909). Es distribueix pel nord-est de l'índia (Brahmaputra), i el nord-oest de Birmània.
- G. r. intensior (Delacour & Jabouille, 1930). Viu al Vietnam (Tonquín).

## Característiques
És un ocell de mida mitjana (23 a 25 centímetres i 58 a 73 grams de pes) que pot identificar-se per la combinació de pili negre i una banda negra a la punta de la cua. La zona inferior de l'ocell és de color gris amb un pigallat negre, mentre que la zona superior és d'un color ocre o marró amb un patró d'escames negres a conseqüència de que les plomes presenten els extrems d'aquest color. Presenta una taca al lorum (part compresa entre els ulls i les fosses nasals) de color blanc i taques de color vermellós al coll i les galtes, a més a més de bigoteres negres. Existeix una certa variació geogràfica pel que fa a la coloració del seu plomatge. La població occidental (localitzada a la zona occidental i central de l'Himàlaia) presenta una coloració més grisenca i clara, fet que produeix un contrast major amb les taques negres. La població oriental presenta el coll més clar amb taques menys marcades. La població de Meghalaya presenta tons ataronjats entre el pit i el ventre.

## Hàbitat
Viu entre els 1.000 i 2.500 metres sobre el nivell del mar. Els seus hàbitats típics són els boscos humits subtropicals o tropicals de terres baixes i els boscos de muntanya subtropicals o tropicals humits.

## Conservació
Aquesta espècie presenta una àmplia distribució geogràfica, i malgrat que no s'ha quantificat la població total, es creu que està disminuint. La disminució d'exemplars no és prou ràpida ni massiva per a ser preocupant; això sumat a la gran distribució geogràfica fa que es pugui classificar l'espècie com a espècie fora de perill o de menor preocupació.